# Кызылшарык (Алматинская область)
Кызылшарык (каз. Қызылшарық) — село в Енбекшиказахском районе Алматинской области Казахстана. Административный центр Асинского сельского округа. Код КАТО — 194037100.

## Население
В 1999 году население села составляло 3464 человека (1740 мужчин и 1724 женщины). По данным переписи 2009 года, в селе проживало 3758 человек (1910 мужчин и 1848 женщин).

## Топографические карты
- Лист карты K-44-13 Чилик. Масштаб: 1 : 100 000. Состояние местности на 1979 год. Издание 1984 г.